# Jorge Diz
Jorge Diz (Navarro, 19 de noviembre de 1934) es un deportista argentino, especializado en atletismo adaptado, natación adaptada y básquetbol en silla de ruedas que se ha destacado por ser uno de los máximos medallistas paralímpicos de ese país, de América Latina y de los países de habla hispana. Diz ganó 11 medallas paralímpicas en los Juegos Paralímpicos de Tokio 1964 y Tel Aviv 1968, en natación, atletismo y básquetbol en silla de ruedas. Diz ganó también 14 campeonatos mundiales y seis subcampeonatos mundiales.
Jorge Diz contrajo poliomielitis a la edad de un año, que le provocó una secuela irreversible en su pierna izquierda. Su hijo Facundo Diz es jugador de fútbol profesional.

## Carrera deportiva

### Juegos Paralímpicos

#### Tokio 1964
En los Juegos Paralímpicos de Tokio 1964 Jorge Diz obtuvo 7 medallas, 5 de plata en natación, atletismo y básquetbol en silla de ruedas, y 2 de bronce en atletismo (péntatlon y lanzamiento de bala).

##### Natación
| Natación: Hombres 50 m libre boca abajo incompleto clase 4 | Natación: Hombres 50 m libre boca abajo incompleto clase 4 | Natación: Hombres 50 m libre boca abajo incompleto clase 4 | Natación: Hombres 50 m libre boca abajo incompleto clase 4 | Natación: Hombres 50 m libre boca abajo incompleto clase 4 |
|                                                            | Deportista                                                 | País                                                       | Tiempo                                                     |                                                            |
| ---------------------------------------------------------- | ---------------------------------------------------------- | ---------------------------------------------------------- | ---------------------------------------------------------- | ---------------------------------------------------------- |
| 1                                                          | Juan Sznitowski                                            | Argentina                                                  | 0:37.50                                                    |                                                            |
| 2                                                          | Jorge Diz                                                  | Argentina                                                  | 0:39.20                                                    |                                                            |
| 3                                                          | Ed Owen                                                    | Estados Unidos                                             | 0:40.60                                                    |                                                            |
| Fuente: IPC.                                               |                                                            |                                                            |                                                            |                                                            |

##### Atletismo
| Atletismo: Varones lanzamiento de clava D | Atletismo: Varones lanzamiento de clava D | Atletismo: Varones lanzamiento de clava D | Atletismo: Varones lanzamiento de clava D | Atletismo: Varones lanzamiento de clava D |
|                                           | Deportista                                | País                                      | Distancia                                 |                                           |
| ----------------------------------------- | ----------------------------------------- | ----------------------------------------- | ----------------------------------------- | ----------------------------------------- |
| 1                                         | Ron Stein                                 | Estados Unidos                            | 41.63                                     |                                           |
| 2                                         | Jorge Diz                                 | Argentina                                 | 41.23                                     |                                           |
| 3                                         | Tim Harris                                | Estados Unidos                            | 36.74                                     |                                           |
| Fuente: IPC.                              |                                           |                                           |                                           |                                           |

| Atletismo: Varones Jabalina D | Atletismo: Varones Jabalina D | Atletismo: Varones Jabalina D | Atletismo: Varones Jabalina D | Atletismo: Varones Jabalina D |
|                               | Deportista                    | País                          | Distancia                     |                               |
| ----------------------------- | ----------------------------- | ----------------------------- | ----------------------------- | ----------------------------- |
| 1                             | Ron Stein                     | Estados Unidos                | 26.70                         |                               |
| 2                             | Jorge Diz                     | Argentina                     | 26.49                         |                               |
| 3                             | Tim Harris                    | Estados Unidos                | 26.36                         |                               |
| Fuente: IPC.                  |                               |                               |                               |                               |

| Atletismo: Posta 4x40 en silla de ruedas | Atletismo: Posta 4x40 en silla de ruedas                 | Atletismo: Posta 4x40 en silla de ruedas | Atletismo: Posta 4x40 en silla de ruedas |
|                                          | Deportista                                               | País                                     |                                          |
| ---------------------------------------- | -------------------------------------------------------- | ---------------------------------------- | ---------------------------------------- |
| 1                                        |                                                          | Estados Unidos                           |                                          |
| 2                                        | Jorge Diz Roberto Iglesias Rodolfo Novoa Héctor Brandoni | Argentina                                |                                          |
| Fuente: IPC.                             |                                                          |                                          |                                          |

| Atletismo: Varones Pentatlón clase especial | Atletismo: Varones Pentatlón clase especial | Atletismo: Varones Pentatlón clase especial | Atletismo: Varones Pentatlón clase especial | Atletismo: Varones Pentatlón clase especial |
|                                             | Deportista                                  | País                                        |                                             |                                             |
| ------------------------------------------- | ------------------------------------------- | ------------------------------------------- | ------------------------------------------- | ------------------------------------------- |
| 1                                           | Ron Stein                                   | Estados Unidos                              |                                             |                                             |
| 2                                           | Tim Harris                                  | Estados Unidos                              |                                             |                                             |
| 3                                           | Jorge Diz                                   | Argentina                                   |                                             |                                             |
| Fuente: IPC.                                |                                             |                                             |                                             |                                             |

| Atletismo: Varones lanzamiento de bala D | Atletismo: Varones lanzamiento de bala D | Atletismo: Varones lanzamiento de bala D | Atletismo: Varones lanzamiento de bala D | Atletismo: Varones lanzamiento de bala D |
| | Deportista                               | País                                     | Distancia                                |                                          |
| --- | ---------------------------------------- | ---------------------------------------- | ---------------------------------------- | ---------------------------------------- |
| 1 | Ron Stein                                | Estados Unidos                           | 9.96                                     |                                          |
| 2 | Tim Harris                               | Estados Unidos                           | 8.70                                     |                                          |
| 3 | Jorge Diz                                | Argentina                                | 8.06                                     |                                          |
| Fuente: «Men's Shot Put D. Tokyo 1964». IPC. 1964. (enlace roto disponible en Internet Archive; véase el historial, la primera versión y la última). |                                          |                                          |                                          |                                          |

##### Medalla de plata en básquetbol
Argentina obtuvo medalla de plata en el torneo B de básquetbol incompleto. La selección argentina estuvo integrada por: Eduardo Albelo, Héctor Brandoni, Fernando Bustelli, Jorge Diz, Wilmer González, Juan Grusovin, Roberto Iglesias, Federico Marín, Rodolfo Novoa, Juan Sznitowski y Dante Tosi.
| Básquetbol B incompleto masculino | Básquetbol B incompleto masculino | Básquetbol B incompleto masculino | Básquetbol B incompleto masculino | Básquetbol B incompleto masculino |
|                                   | País                              |                                   |                                   |                                   |
| --------------------------------- | --------------------------------- | --------------------------------- | --------------------------------- | --------------------------------- |
| 1                                 | Estados Unidos                    |                                   |                                   |                                   |
| 2                                 | Argentina                         |                                   |                                   |                                   |
| 3                                 | Israel                            |                                   |                                   |                                   |
| Fuente: IPC.                      |                                   |                                   |                                   |                                   |

### Juegos Paralímpicos de Tel Aviv 1968
En los Juegos Paralímpicos de Tel Aviv 1968 Jorge Diz ganó 4 medallas: 1 de plata en atletismo (lanzamiento de clava) y 3 de bronce en atletismo (lanzamiento de bala, péntatlon y posta 4x40).

#### Atletismo
| Atletismo Varones Lanzamiento de clava clase especial Participantes: 11 | Atletismo Varones Lanzamiento de clava clase especial Participantes: 11 | Atletismo Varones Lanzamiento de clava clase especial Participantes: 11 | Atletismo Varones Lanzamiento de clava clase especial Participantes: 11 | Atletismo Varones Lanzamiento de clava clase especial Participantes: 11 |
|                                                                         | Atleta                                                                  | País                                                                    | Distancia (m.)                                                          |                                                                         |
| ----------------------------------------------------------------------- | ----------------------------------------------------------------------- | ----------------------------------------------------------------------- | ----------------------------------------------------------------------- | ----------------------------------------------------------------------- |
| 1                                                                       | Ed Owen                                                                 | Estados Unidos                                                          | 46.00                                                                   |                                                                         |
| 2                                                                       | Jorge Diz                                                               | Argentina                                                               | 45.63                                                                   |                                                                         |
| 3                                                                       | Cameron                                                                 | Estados Unidos                                                          | 43.67                                                                   |                                                                         |
| Fuente: IPC.                                                            |                                                                         |                                                                         |                                                                         |                                                                         |

| Atletismo Varones Lanzamiento de bala clase especial Participantes: 11 | Atletismo Varones Lanzamiento de bala clase especial Participantes: 11 | Atletismo Varones Lanzamiento de bala clase especial Participantes: 11 | Atletismo Varones Lanzamiento de bala clase especial Participantes: 11 | Atletismo Varones Lanzamiento de bala clase especial Participantes: 11 |
|                                                                        | Atleta                                                                 | País                                                                   | Distancia (m.)                                                         |                                                                        |
| ---------------------------------------------------------------------- | ---------------------------------------------------------------------- | ---------------------------------------------------------------------- | ---------------------------------------------------------------------- | ---------------------------------------------------------------------- |
| 1                                                                      | Ed Owen                                                                | Estados Unidos                                                         | 10.05                                                                  |                                                                        |
| 2                                                                      | Miguel Ángel González                                                  | Argentina                                                              | 9.29                                                                   |                                                                        |
| 3                                                                      | Jorge Diz                                                              | Argentina                                                              | 7.87                                                                   |                                                                        |
| Fuente: IPC.                                                           |                                                                        |                                                                        |                                                                        |                                                                        |

| Atletismo Varones Péntatlon clase especial Participantes: 3 | Atletismo Varones Péntatlon clase especial Participantes: 3 | Atletismo Varones Péntatlon clase especial Participantes: 3 | Atletismo Varones Péntatlon clase especial Participantes: 3 | Atletismo Varones Péntatlon clase especial Participantes: 3 |  |
|                                                             | Atleta                                                      | País                                                        | Pts.                                                        |                                                             |  |
| ----------------------------------------------------------- | ----------------------------------------------------------- | ----------------------------------------------------------- | ----------------------------------------------------------- | ----------------------------------------------------------- |  |
| 1                                                           | Ed owen                                                     | Estados Unidos                                              | 4166                                                        |                                                             |  |
| 2                                                           | Branum                                                      | Estados Unidos                                              | 3335                                                        |                                                             |  |
| 3                                                           | Jorge Diz                                                   | Argentina                                                   | 3196                                                        |                                                             |  |
| Fuente: IPC.                                                |                                                             |                                                             |                                                             |                                                             |  |

| Atletismo Varones Posta 4x40 abierto Participantes: 13 | Atletismo Varones Posta 4x40 abierto Participantes: 13 | Atletismo Varones Posta 4x40 abierto Participantes: 13 | Atletismo Varones Posta 4x40 abierto Participantes: 13 | Atletismo Varones Posta 4x40 abierto Participantes: 13 |  |
|                                                        | Atleta                                                 | País                                                   | Tiempo                                                 |                                                        |  |
| ------------------------------------------------------ | ------------------------------------------------------ | ------------------------------------------------------ | ------------------------------------------------------ | ------------------------------------------------------ |  |
| 1                                                      | Roman Chess Branum Gary Odorowski                      | Estados Unidos                                         | 38.6                                                   |                                                        |  |
| 2                                                      | Moretti S. Martin Munro Gary Hooper                    | Australia                                              | 39.8                                                   |                                                        |  |
| 3                                                      | Carlos Carranza Jorge Diz Hugo Loto Rubio              | Argentina                                              | 40.7                                                   |                                                        |  |
| Fuente: IPC.                                           |                                                        |                                                        |                                                        |                                                        |  |

## Otras competencias

### 1962

#### I Juegos Nacionales de Lisiados
Participa en los I Juegos Nacionales de Lisiados realizados en 1962. Se consagra campeón argentino en las pruebas de jabalina a distancia, lanzamiento de bala, lanzamiento de clava, cross-country en sillas de ruedas, arquería y básquetbol en silla de ruedas. Obtiene los subcampeonatos en lanzamiento de disco, jabalina de precisión, ping-pong y carrera de velocidad en 1 km.

#### Juegos Internacionales de Inglaterra
Representa a la Argentina en los Juegos Internacionales de Lisiados realizados en 1962 en Inglaterra. Se consagra campeón mundial pentatlón, lanzamiento de clava, lanzamiento de jabalina a distancia, natación estilo libre, carrera de velocidad por postas. Obtiene los subcampeonatos de lanzamiento de disco, básquetbol en silla de ruedas, natación (pecho y espalda), jabalina de precisión. Obtuvo el derecho a inscribir su nombre en la Copa Challenguer.

### 1963

#### II Juegos Nacionales de Lisiados
Obtuvo el primer puesto en todas las disciplinas en las que participó en los II Juegos Nacionales de Lisiados realizados en 1963.

#### Juegos Internacionales de Inglaterra
Participa obteniendo varios campeonatos y subcampeonatos. Se dispone grabar su nombre nuevamente en la Copa Challenguer, en 1963.

### Año 1964
En los III Juegos Nacionales de Lisiados obtiene el campeonato en natación (100 m pecho y 100 m libre), en atletismo (100 m velocidad, péntatlón, lanzamiento de bala (récord), lanzamiento de disco (récord), lanzamiento de jabalina (récord), arquería, básquetbol en silla de ruedas (capitán). Recibe el premio de atleta más completo del certamen.

### Año 1965
Participa en los Juegos Internacionales de Inglaterra, resultando campeón mundial de pentatlón, lanzamiento de clavas (récord mundial), lanzamiento de jabalina, básquetbol en silla de ruedas (capitán). Obtiene también el subcampeonato en lanzamiento de bala, lanzamiento de disco, 100 m estilo libre y 100 m estilo pecho.

### Año 1966
En los Juegos Nacionales de Lisiados resulta campeón de lanzamiento de clavas (récord), lanzamiento de jabalina, lanzamiento de disco, lanzamiento de bala, 100 m estilo pecho, 100 m estilo libre, posta de 4 x 100 en natación, péntatlon, arquería y básquetbol en silla de ruedas (capitán).